# Ribamondego
Ribamondego ist eine Gemeinde (Freguesia) im portugiesischen Kreis Gouveia. In ihr leben 262 Einwohner (Stand 19. April 2021).